# Ватерполо на Летњим олимпијским играма 1952.
Једанаести ватерполо турнир на олимпијским играма је одржан 1952. у Хелсинкију, Финска. За олимпијски турнир се пријавила укупно 21 репрезентација. Победник турнира и олимпијски шампион по трећи пут је постала репрезентација Мађарске, друга је била репрезентација Југославије а на треће место се пласирала репрезентација Италије. Треће учешће репрезентације Југославије на олимпијским турниру је донело и медаљу, и то сребрну.

## Медаље
| Добитници медаља у ватерполу на Летњим олимпијским играма одржаним 1952. године у Хелсинкију.                                                                                 | Добитници медаља у ватерполу на Летњим олимпијским играма одржаним 1952. године у Хелсинкију.                                                                        | Добитници медаља у ватерполу на Летњим олимпијским играма одржаним 1952. године у Хелсинкију.                                                                     | Добитници медаља у ватерполу на Летњим олимпијским играма одржаним 1952. године у Хелсинкију. |
| --- | --- | --- | --------------------------------------------------------------------------------------------- |
| Злато | Сребро | Бронза |                                                                                               |
| Мађарска | Југославија | Италија |                                                                                               |
| Роберт Антал Антал Болвари Деже Фабијан Деже Ђармати Иштван Хаснош Ласло Јенеи Ђерђ Карпати Деже Лемхењи Калман Марковитш Миклош Мартин Карољ Ситја Иштван Сивош Ђерђ Визвари | Вељко Бакашун Марко Браиновић Владимир Ивковић Здравко Јежић Здравко-Ћиро Ковачић Иво Куртини Ловро Радоњић Иво Штакула Бошко Вуксановић Јурај Амшел Драгослав Шиљак | Ђилдо Арена Лучио Цезарини Ренато де Санцуане Рафаело Гамбино Салваторе Ђонта Маурицио Манели Ђеминио Огнио Карло Перети Енцо Полито Цезаре Рубиби Ренато Траиола |                                                                                               |

## Земље учеснице
На турниру је учествовала двадесет и једна репрезентација:
| - Аргентина (10) - Аустралија (10) - Аустрија (11) - Белгија (10) - Бразил - Египат - Италија (11) | - Индија - Југославија (11) - ЈАР - Мађарска (13) - Мексико - Немачка - Португал (10) | - Румунија - СССР (13) - САД (11) - Уједињено Краљевство - Холандија (7) - Шведска - Шпанија |

(*) Белешка: У загради поред имена репрезентације је број играча који су играли бар на једној утакмици

## Квалификациона фаза
Квалификациона фаза је било разигравање репрезентација за улазак у првих шеснаест. У првој фази разигравања победничке репрезентације су се аутоматски пласирале у осмину финала по групама а репрезентације које су изгубиле су имале још једну фазу разигравања за квалификацију пет додатних репрезентација за распоређивање у четири групе са по четири репрезентације. У првој фази Аргентина није имала противника због непарног броја пријављених репрезентација.
| 25 / 07 / 1952 |        |             |  |
| Мађарска       | 13 — 4 | Мексико     |  |
| Белгија        | 6 — 5  | ЈАР         |  |
| Египат         | 10 — 0 | Португал    |  |
| Бразил         | 2 — 3  | Шпанија     |  |
| Аустралија     | 2 — 10 | Југославија |  |
| Аустрија       | 3 — 4  | УК          |  |
| Индија         | 1 — 16 | Италија     |  |
| Холандија      | 3 — 2  | СССР        |  |
| САД            | 1 — 5  | Шведска     |  |
| Немачка        | 8 — 4  | Румунија    |  |
| Аргентина      | —      | Х           |  |

### Разигравање
| 26 / 07 / 1952 |        |          |  |
| Мексико        | 0 — 4  | ЈАР      |  |
| Бразил         | 6 — 2  | Португал |  |
| Аустралија     | 0 — 6  | Аустрија |  |
| Индија         | 0 — 12 | СССР     |  |
| САД            | 6 — 3  | Румунија |  |

## Групна фаза

### Први круг
У првом кругу репрезентације су биле подељене у четири групе од по четири тима. Свака репрезентација из исте групе је играла једна против друге и крајњи пласман у групи је добијен на основу освојених бодова. Ако су бодови били истоветни тада се ишло на бољу гол-разлику. Прве две репрезентације из сваке од група се квалификовала у даље такмичење, за полуфинале, док су треће и четвртопласиране репрезентације из групе бивале елиминисане.

#### Група А
| Екипа    | У | П | Н | И | Г+ | Г- | ГР  | Бод |
| -------- | - | - | - | - | -- | -- | --- | --- |
| Италија  | 3 | 3 | 0 | 0 | 17 | 8  | +9  | 6   |
| САД      | 3 | 2 | 0 | 1 | 16 | 9  | +7  | 4   |
| УК       | 3 | 0 | 1 | 2 | 9  | 15 | -6  | 1   |
| Аустрија | 3 | 0 | 1 | 2 | 5  | 15 | -10 | 1   |

#### Група Б
| Екипа    | У | П | Н | И | Г+ | Г- | ГР  | Бод |
| -------- | - | - | - | - | -- | -- | --- | --- |
| Мађарска | 3 | 3 | 0 | 0 | 23 | 4  | +19 | 6   |
| СССР     | 3 | 2 | 0 | 1 | 12 | 9  | +3  | 4   |
| Египат   | 3 | 1 | 0 | 2 | 7  | 14 | -7  | 2   |
| Немачка  | 3 | 0 | 0 | 3 | 5  | 20 | -15 | 0   |

#### Група Ц
| Екипа       | У | П | Н | И | Г+ | Г- | ГР  | Бод |
| ----------- | - | - | - | - | -- | -- | --- | --- |
| Југославија | 3 | 3 | 0 | 0 | 20 | 3  | +17 | 6   |
| Холандија   | 3 | 2 | 0 | 1 | 17 | 6  | +11 | 4   |
| Шведска     | 3 | 1 | 0 | 2 | 9  | 18 | -9  | 2   |
| Аргентина   | 3 | 0 | 0 | 3 | 6  | 25 | -19 | 0   |

#### Група Д
| Екипа   | У | П | Н | И | Г+ | Г- | ГР  | Бод |
| ------- | - | - | - | - | -- | -- | --- | --- |
| Белгија | 3 | 3 | 0 | 0 | 12 | 5  | +7  | 6   |
| Шпанија | 3 | 2 | 0 | 1 | 13 | 10 | +3  | 4   |
| ЈАР     | 3 | 1 | 0 | 2 | 10 | 9  | +1  | 2   |
| Бразил  | 3 | 0 | 0 | 3 | 7  | 18 | -11 | 0   |

### Други круг
У другом кругу репрезентације су биле подељене у две групе од по четири тима. Свака репрезентација из исте групе је играла једна против друге и крајњи пласман у групи је добијен на основу освојених бодова. Ако су бодови били истоветни тада се ишло на бољу гол-разлику. Прве две репрезентације из сваке од група се квалификовала за следећу фазу такмичења, док су треће и четвртопласиране репрезентације из групе бивале елиминисане.

#### Група 1
| Екипа   | У | П | Н | И | Г+ | Г- | ГР | Бод |
| ------- | - | - | - | - | -- | -- | -- | --- |
| Италија | 3 | 3 | 0 | 0 | 12 | 6  | +6 | 6   |
| САД     | 3 | 2 | 0 | 1 | 14 | 11 | +3 | 4   |
| Белгија | 3 | 1 | 0 | 2 | 8  | 13 | -5 | 2   |
| Шпанија | 3 | 0 | 0 | 3 | 9  | 13 | -4 | 0   |

#### Група 2
| Екипа       | У | П | Н | И | Г+ | Г- | ГР | Бод |
| ----------- | - | - | - | - | -- | -- | -- | --- |
| Мађарска    | 3 | 1 | 2 | 0 | 11 | 9  | +2 | 4   |
| Југославија | 3 | 1 | 2 | 0 | 7  | 6  | +1 | 4   |
| Холандија   | 3 | 1 | 1 | 1 | 9  | 8  | +1 | 3   |
| СССР        | 3 | 0 | 1 | 2 | 8  | 12 | -4 | 1   |

## Финале
Прве две репрезентације из претходне рунде су разигравале за златну медаљу, док су репрезентације које су заузеле треће и четврто место разигравале за позиције од петог до осмог места. Мађарска је освојила злато, Југославија сребро а Италија бронзу.

### Финална група
| Екипа       | У | П | Н | И | Г+ | Г- | ГР | Бод |
| ----------- | - | - | - | - | -- | -- | -- | --- |
| Мађарска    | 3 | 2 | 1 | 0 | 13 | 4  | +9 | 5   |
| Југославија | 3 | 2 | 1 | 0 | 9  | 5  | +4 | 5   |
| Италија     | 3 | 1 | 0 | 2 | 8  | 14 | -6 | 2   |
| САД         | 3 | 0 | 0 | 3 | 6  | 13 | -7 | 0   |

### Група од 5 — 8 места
| Екипа     | У | П | Н | И | Г+ | Г- | ГР  | Бод |
| --------- | - | - | - | - | -- | -- | --- | --- |
| Холандија | 3 | 3 | 0 | 0 | 16 | 6  | +10 | 6   |
| Белгија   | 3 | 1 | 1 | 1 | 11 | 12 | -1  | 3   |
| СССР      | 3 | 1 | 1 | 1 | 9  | 10 | -1  | 3   |
| Шпанија   | 3 | 0 | 0 | 3 | 8  | 16 | -8  | 0   |

## Табела
| Пласман | Држава                    |
| ------- | ------------------------- |
| 1       | Мађарска                  |
| 2       | Југославија               |
| 3       | Италија                   |
| 4       | Сједињене Америчке Државе |
| 5       | Холандија                 |
| 6       | Белгија                   |
| 7       | Совјетски Савез           |
| 8       | Шпанија                   |
| 9       | Уједињено Краљевство      |
| 9       | Египат                    |
| 9       | Шведска                   |
| 9       | Јужноафричка Република    |
| 13      | Аустрија                  |
| 13      | Немачка                   |
| 13      | Аргентина                 |
| 13      | Бразил                    |
| 17      | Аустралија                |
| 17      | Индија                    |
| 17      | Мексико                   |
| 17      | Португалија               |
| 17      | Румунија                  |